# Krieg der vier Herren

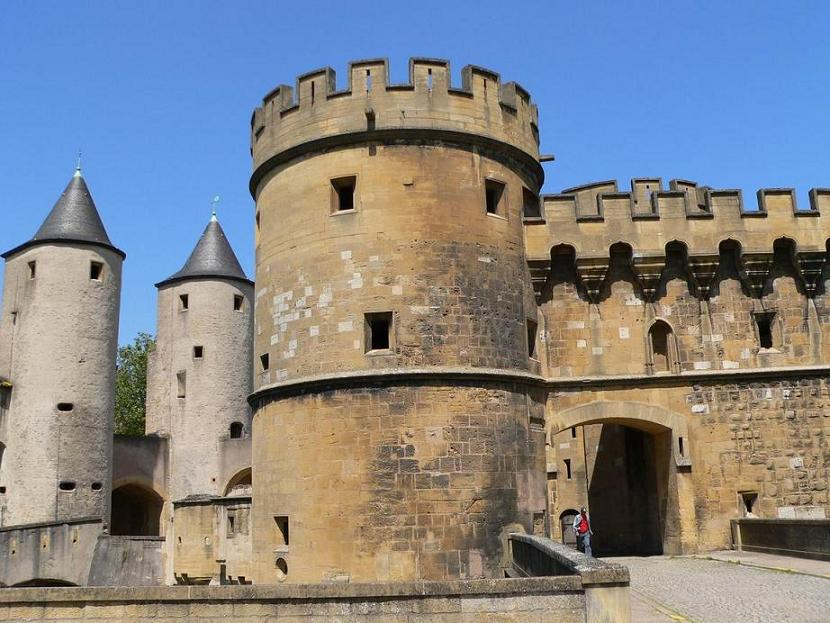
Das Deutsche Tor in Metz

Der Krieg der vier Herren oder Krieg von Metz war ein Feudalkonflikt, der zwischen 1324 und 1326 das Herzogtum Lothringen um Metz verwüstete. Während der Belagerung der Festung Metz sollen erstmals im Okzident Kanonen eingesetzt worden sein.

## Vorgeschichte
Im Juni 1320 brachte Herzog Friedrich von Lothringen den neu erhobenen Bischof von Metz Henri de la Tour-du-Pin dazu, ein Defensiv- und Offensiv-Bündnis zu schließen. Die Situation änderte sich nach dem Tod des französischen Königs Philipp V. am 3. Januar 1322, weil König Johann von Böhmen als Graf von Luxemburg in dieser Zeit eine aktive Politik gegenüber der Stadt entfaltete und sich vom deutschen König Ludwig dem Bayern das Protektorat über die Stadt Metz übertragen ließ.
Im Jahr 1324 kam es zu einer militärischen Auseinandersetzung zwischen dem Bischof von Metz und dem Herzog von Lothringen, dessen Ursachen unbekannt geblieben sind. Friedrich schickte deshalb im Mai einen Bevollmächtigten zu Papst Johannes XXII., um Beschwerde über das Verhalten des Bischofs zu führen. Der Papst forderte darauf am 13. Juni beide Seiten zum Frieden und zur Wiedergutmachung der angerichteten Schäden auf.

## Konfliktbewältigung
Infolge dieses Streits mit der Stadt Metz und Schulden, die bei den Bürgern der Stadt aufgelaufen waren, bildeten Johann von Luxemburg, sein Onkel Balduin von Luxemburg, Erzbischof von Trier, Graf Eduard I. von Bar und Herzog Friedrich IV. von Lothringen eine Koalition, um sich der Stadt zu bemächtigen.
Der Konflikt beruhte auf einer Anhäufung von Verwicklungen um Grundbesitz und Schulden. Die Bürger von Metz kamen ihren Verpflichtungen als Vasallen nicht immer nach, ihren Reichtum benutzten sie dazu, an sie verpfändete Güter allmählich in ihren eigenen Besitz zu bringen, wobei die auf Lehnsrecht begründeten Besitzverhältnisse verloren gehen konnten. So fanden sich vier Fürsten in dem Bestreben zusammen, sich von dem von Metz ausgehenden erheblichen finanziellen Druck zu befreien.
Schulden resultierten etwa aus
- einem Lösegeld, das der Herzog von Lothringen an Ludwig den Bayern gezahlt hatte, nachdem er in der Schlacht bei Mühldorf 1322 gefangen genommen worden war,
- einem Darlehen von 50.000 livres an Heinrich VII. von Luxemburg, Vater des Johann von Luxemburg, um seine Wahl als Kaiser zu finanzieren,
- Kosten für das Ausheben von Truppen der Stadt durch Eduard I. von Bar in einem Konflikt gegen den Bischof von Verdun.

## Verlauf der Auseinandersetzungen
Die vier Fürsten hatten ihr Bestreben soweit vorangetrieben, dass sie zu einer Beratung am 25. August 1324 in Remich zusammentraten, wo ein fester Vertrag abgeschlossen wurde. In diesem Vertrag wurde die Stärke der zum Heer zu stellenden Kontingente festgelegt, selbst die Aufteilung der potentiellen Beute in zwei Teile wurde bereits beratschlagt, der eine für den König von Böhmen und den Erzbischof von Trier, der andere für den Herzog von Lothringen und den Grafen von Bar. Ob auch eine Aufteilung des Metzer Stadtgebietes und eine Schleifung der Festungsmauern der Stadt Metz beschlossen wurde, ist unbekannt.
Die Beschlüsse blieben jedoch nicht geheim und so erfuhren die Metzer schon bald von dem Viererbund. Sie versuchten nun ihrerseits mehrfach durch Gesandtschaften in Verhandlungen zu kommen, wurden aber zurückgewiesen.
Militärische Unterstützung erhielten die Bürger von Metz in der Auseinandersetzung von der Stadt Straßburg. Am 15. September 1324 begannen die Kämpfe. Der Herzog von Lothringen beendete seine Streitigkeiten mit dem Herrn von Blankenberg und verpflichtete ihn zur Hilfeleistung gegen die Metzer. Wenig später erschienen die Verbündeten vor der Stadt und plünderten während der letzten Septembertage des Jahres 1324 die Umgebung. Zu echten Kämpfen kam es dabei nicht. Die vier Herren zogen sich vorläufig zurück, die Kriegshandlungen gingen in kleinerem Umfang weiter.
Am 25. Oktober 1324 legten König Johann von Böhmen und Erzbischof Balduin von Luxemburg ihre Verpflichtungen neu fest. Am 15. November wurde das ganze Viererbündnis förmlich erneuert und durch den Beitritt des Bischofs von Metz erweitert, der eine Reihe von Beschuldigungen gegenüber der Stadt Metz erhoben hatte.
Bald darauf wechselte der Bischof jedoch die Fronten, da er sich jetzt von einem Bündnis mit der Stadt Vorteile erhoffte. Ende März führten die Verhandlungen zu neuen Verträgen, zu denen auch eine Verpflichtung zur Hilfe gegen die jeweiligen Feinde gehörte.
Papst Johannes XXII. lehnte mehrfach seinen finanziellen und politischen Beistand für den Bischof von Metz ab. Der Papst hatte sich im Krieg der vier Fürsten mehrfach um eine Vermittlung bemüht und beauftragte am 16. November 1325 den neuen Bischof von Metz, die Streitenden zu einem Waffenstillstand zu bringen, um sodann Friedensverhandlungen zu führen. Am 14. Dezember 1325 wiederholte er dringend diesen Auftrag. Nach zweijährigen Kämpfen waren die Bürger von Metz und die vier Herren schließlich so weit, miteinander Frieden zu schließen.

## Friedensschluss
Die Fehde wurde schließlich am 3. März 1326 durch zwei Übereinkünfte geregelt. Der unterzeichnete Vertrag wurde Friede der Heringe genannt, da Metz während der Blockade der vier Herren abhängig von Heringen als Nahrungsmittel war. Die Verhandlungen fanden bei Pont-à-Mousson statt. Die Bürger versprachen, keine Grundstücksgeschäfte im Gebiet der Lehnsherren zu tätigen, ohne deren Zustimmung vorher eingeholt zu haben.